# Doliornis sclateri
Doliornis sclateri là một loài chim trong họ Cotingidae.